# International Presidency Tour
L'International Presidency Tour  (appelé President Tour of Iran jusqu'en 2009) est une course cycliste par étapes organisée de 2008 à 2011. Durant son existence, elle se déroule chaque année en Iran et fait partie de l'UCI Asia Tour en catégorie 2.2. 
Il ne doit pas être confondu avec le Tour d'Iran - Azerbaïdjan.

## Palmarès
| Année                         | Vainqueur      | Deuxième        | Troisième         |
| ----------------------------- | -------------- | --------------- | ----------------- |
| President Tour of Iran        |                |                 |                   |
| 2008                          | Ahad Kazemi    | Mahdi Sohrabi   | Mehdi Faridi      |
| 2009                          | Ghader Mizbani | Andrey Mizourov | Rasoul Barati     |
| International Presidency Tour |                |                 |                   |
| 2010                          | Hossein Askari | Tobias Erler    | Samad Poor Seiedi |
| 2011                          | Non attribué   | Non attribué    | Amir Zargari      |